# Династія Тхакурі
Держава Лічхавів (бл. 879–1200 роки) — династія, що панувала в долині Катманду в ранньому Середньовіччі. Боролася з державами Карнат і Пала. Повалена династією Малла.

## Історія
Тхакурі належали до раджпутського клану, який наприкінці VI ст. перебрався до Держави Лічхавів, де зайняв провідне становище за часів Амшувармана, який у 605 році навіть зміг стати магараджею. Смерть останнього 621 року поклала край впливу тхакурів, хоча низка представників клану до середини VII ст. боролася за владу. За цим підклани тхакурів стали поширюватися в гімалайських князівствах, в подальшому проникли навіть до Кашміру.
750 року Держава Лічхавів стала частиною імперії Пала. Магараджи з Лічхавів зуміли певніше тримати трон. Поразки імперії Пала у 870-х роках від Гуджара Пратіхарів послабили цю державу. Рагавадева Тхакурі ймовірно за підтримки Гуджара, що в значній мірі спиралися на раджпутів, 879 року повалив Манадеву IV, останнього з Лічхавів. 20 жовтня 879 року він оголосив «епоху Непалу».
Про панування перших Тхакурі обмаль відомостей. Припускають, що вони визнавали зверхність Гуджара-Пратіхарів. Є згадки про розбудову міст, зведення індуїстських храмів. Все більшого значення набувало торгівельне місто Катманду. На початку панування магараджи Гунакамадеви у 850-х роках внаслідок послаблення держави Гуджара-Пратіхарів вдалося здобути незалежність. При цьому зберігалися дружні відносини з Гуджара.
У другій половині XI ст. через припинення головної лінії династії владу успадкувала молодша гілка, що перенесла столицю до Нувакота. З цього часу починаються конфлікти між буддистами і брагманами. Незважаючи на це держава досягла політичного і економічного піднесення за панування Шанкарадеви. Втім того 1080 року було повалено представником головної лінії Бамадевою.
За наступників Бамадеви посилюється влада знаті. Водночас починаються війни з державою Карната. Під цієї загрозою Шивадеві III вдалося відновити міць держави та владу монарха. Були проведені економічні реформи, зокрема грошова — впроваджено золоту (шиваку), срібну (дам) і мідну (пайс) монети. Водночас відбувається активне будівництво,
1126 року після смерті Шивадеви II починається нове послаблення династії, представники якої правили короткий термін й часто змінювалися. Зрештою близько 1200 року Тхакурі було повалено династією Малла, ймовірно за підтримки держави Карната.

## Магараджи[1]
- Рагавадева (879—?)
- Джаядева III
- Вікрамадева
- Нарендрадева II (?—949)
- Гунакамадева II (949—994)
- Удаядева (994—?)
- Нірбхаядева (?—1008)
- Рудрадева I (1008—1015)
- Бходжадева або Бхоладева (1015—1024)
- Лакшмікамадева I (1024—1040)
- Віджаякамадева I (1040—1059)
- Баладева II (1059—1064)
- Падмадева або Прад'юмнакамадева (1064—?)
- Нагараджунадева (?—1067)
- Шанкарадева III (1067—1080)
- Бамадева або Вамадева (1080—1090)
- Харшадева (1090—1099)
- Шивадева III (1099—1126)
- Махендрадева або Індрадева (1126—?)
- Манадева V (?—1135)
- Нарендрадева III (1135—1146)
- Анандадева (1146—?)
- Рудрадева II (?—1176)
- Амрітадева (1176—?)
- Ратнадева (?—1180)
- Сомешварадева (?—1187)
- Гунакамадева III (1187—1193)
- Лакшмікамадева II (1193—1196)
- Віджаякамадева II (1196—1200/1201)

## Вірування
Представники правлячої династії та знать сповідували різні форми індуїзма, хоча буддизм не заборонявся, зокрема зведено віхари Навабахал і Хемаварна. За правляння магарджи Лакшмікамадеви впроваджується культ кумарі. Також поширені були культи Нагів і Васукі.